# 亞特蘭翠大逃亡
是一部1979年美國監獄動作片，由唐·席格執導，李察·塔格撰寫劇本。該片改編自1962年惡魔島越獄事件及1963年同名書籍，以旧金山外海恶魔岛联邦监狱为故事背景，主演包括克林·伊斯威特、派屈克·麥高漢、佛瑞德·華德、傑克·西博和賴瑞·漢金。該片也是席格和伊斯威特繼《黑街喋血》（1968年）、《烈女與鑣客》（1970年）、《牡丹花下》（1971年）和《緊急追捕令》（1971年）後第五次以及最後一次合作。
《亞特蘭翠大逃亡》於1979年6月22日在美國上映，並由派拉蒙影業發行。

## 演員
- 克林·伊斯威特飾演法蘭克·莫里斯（Frank Morris）
- 派屈克·麥高漢（英语：Patrick McGoohan）飾演典獄長（The Warden）
- 佛瑞德·華德飾演約翰·安格林（John Anglin）
- 傑克·西博（英语：Jack Thibeau）飾演克拉倫斯·安格林（Clarence Anglin）
- 賴瑞·漢金（英语：Larry Hankin）飾演查理·巴茨（Charley Butts）
- 弗蘭克·羅茨（Frank Ronzio）飾演石蕊（Litmus）
- 羅勃茲·布洛森（英语：Roberts Blossom）飾演切斯特·「醫生」·道爾頓（Chester "Doc" Dalton）
- 保羅·本傑明（英语：Paul Benjamin）飾演英格力（English）
- 布魯斯·M·費歇爾（英语：Bruce M. Fischer）飾演沃爾夫·格雷斯（Wolf Grace）
- 麥迪遜·阿諾德（Madison Arnold）飾演齊默爾曼（Zimmerman）
- 丹尼·葛洛佛飾演囚犯（Inmate）
- 唐·米夏埃良（Don Michaelian）飾演貝克（Beck）

## 發行
《亞特蘭翠大逃亡》於1979年6月22日在美國上映，並由派拉蒙影業發行。

### 評價
爛番茄根據27條評論，持有96%的新鮮度，平均得分7／10，觀眾投票獲得85%的分數，平均得分為3.9／5。在Metacritic上，電影獲得76分。

## 外部連結
- 互联网电影数据库（IMDb）上《亞特蘭翠大逃亡》的资料（英文）
- Box Office Mojo上《亞特蘭翠大逃亡》的資料（英文）
- Metacritic上《亞特蘭翠大逃亡》的資料（英文）
- 爛番茄上《亞特蘭翠大逃亡》的資料（英文）
- AllMovie上《亞特蘭翠大逃亡》的资料（英文）
- 開眼電影網上《亞特蘭翠大逃亡》的資料（繁體中文）
- 时光网上《亞特蘭翠大逃亡》的資料（简体中文）
- 豆瓣电影上《亞特蘭翠大逃亡》的資料 （简体中文）